# Infantizid (Zoologie)
Infantizid (von lat. infanticidium, „Kindestötung“; abgeleitet aus lateinisch infans „Kind“ und caedere „töten“) ist ein aus dem Englischen (infanticide) entlehnter Fachausdruck für das Töten von Nachkommen der eigenen Art. Während man ihn im Englischen ganz allgemein mit Bezug auf Tiere und Menschen benutzt, wird er im Deutschen eher in Bezug auf Tiere verwendet und ist insofern abgrenzbar gegenüber dem ausschließlich auf Menschen bezogenen Begriff Kindstötung.
Der Infantizid wird unter anderem als Fortpflanzungsstrategie angewendet, da insbesondere die Weibchen von Säugetieren oft nur empfängnisbereit werden, wenn sie keine Jungtiere führen. Zu den weiteren Gründen zählen der Wechsel des Alphatieres, Ressourcenknappheit, Überbevölkerung etc.
Der Infantizid im Tierreich ist nicht notwendig mit Kannibalismus verbunden, also mit dem Auffressen der getöteten Artgenossen. Werden die Nachkommen gefressen, so spricht man von Kronismus, nach dem griechischen Titan Kronos, der seine Kinder auffraß.

## Gründe für Infantizid
Insbesondere Säugetiere werden nach dem Verlust eines Jungtieres (oder des ganzen Wurfes) schneller wieder fruchtbar und paarungsbereit, was nicht der Fall ist, so lange sie für Junge sorgen und diese gegebenenfalls noch säugen. Männliche Tiere, die den Nachwuchs einer Mutter töten, haben so selbst die Möglichkeit, sich schneller fortzupflanzen. Männchen töten nur Jungtiere, die sie nicht selbst gezeugt haben, und paaren sich danach mit den Müttern. Diese Strategie wird, außer bei Säugetieren, auch von einigen Vogel- und Fischarten angewendet.
Infantizid durch männliche Tiere wird von Wissenschaftlern als adaptive Reproduktionsstrategie betrachtet. Das Verhalten, das in der Wissenschaft auch als sexueller Zwang eingestuft wird, tritt vor allem bei Arten mit ausgeprägtem Geschlechtsdimorphismus auf und ist angeboren. Weibliche Tiere haben wiederum Strategien entwickelt, um die Gefahr, Nachwuchs durch Infantizid zu verlieren, zu vermindern. Zahlreiche Weibchen von Altweltaffen praktizieren Polygamie, damit mehrere Männchen glauben, sie könnten der Vater sein, und die Jungtiere nicht angreifen.
Andererseits gibt es auch weibliche Tiere, die Infantizid betreiben, unter anderem bei den Afrikanischen Wildhunden.

## Beispiele für Infantizid

### Bei Säugetieren
Infantizid tritt bei über 100 Arten in der Klasse der Säugetiere auf, z. B. Löwen, Braunbären, Delfinen, Ratten, Mäusen und Erdmännchen.
Auch und insbesondere in der Ordnung der Primaten findet sich der Infantizid, so bei den Bengalischen Hanuman-Languren, Bärenpavianen, Mantelpavianen, Schimpansen, Östlichen Gorillas und anderen.
Schimpansen

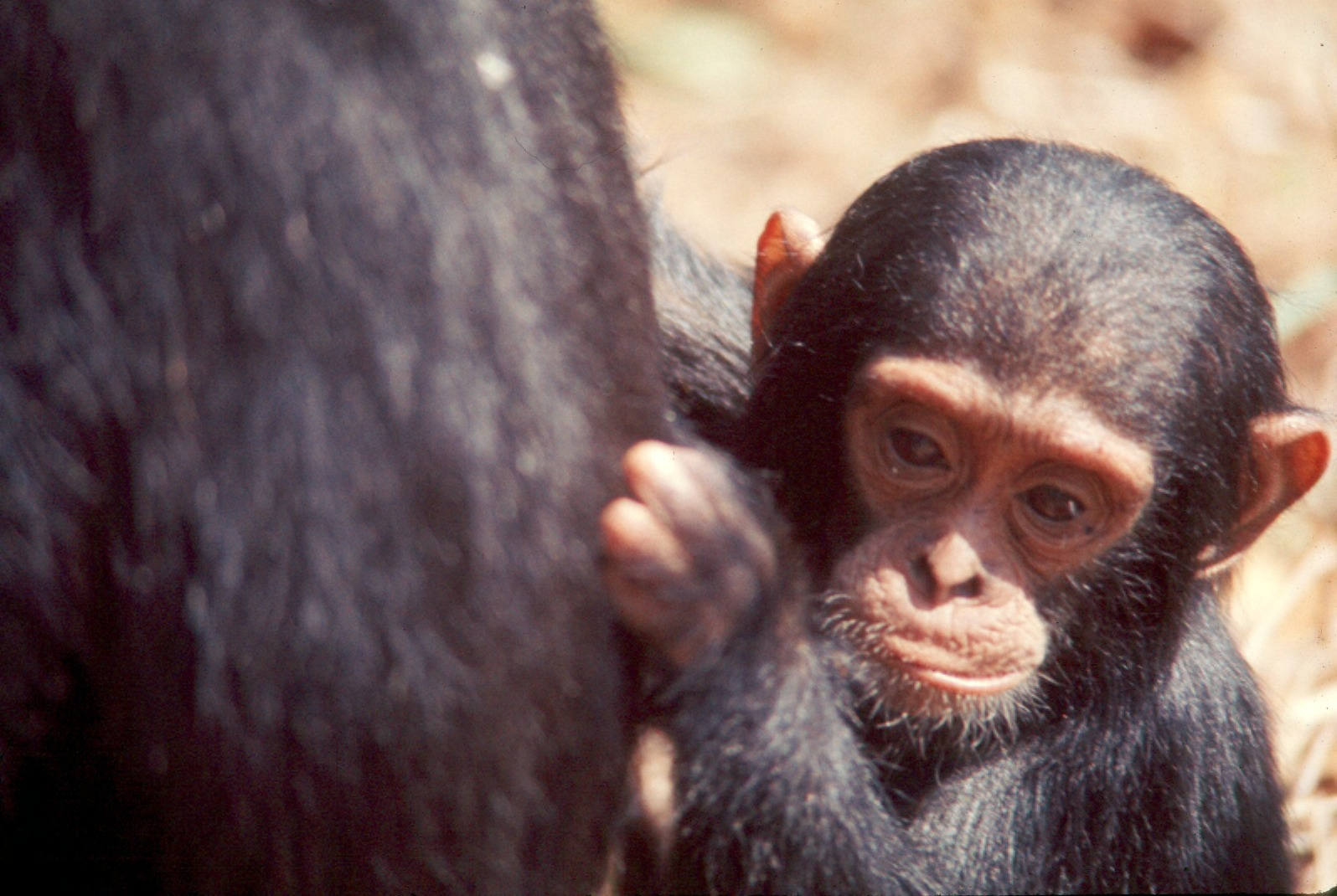
Auch junge Schimpansen können Infantizid zum Opfer fallen

Infantizid bei Schimpansen wurde erstmals 1976 von Jane Goodall dokumentiert. In ihrem Beobachtungsgebiet in Gombe hatte das Weibchen Passion gemeinsam mit seiner Tochter Pom innerhalb von zwei Jahren drei junge Schimpansen getötet und teilweise gefressen. Jane Goodall hatte damals nicht nachvollziehen können, ob dieses Verhalten als krankhaft einzuordnen sei oder ob es langfristig evolutionär vorteilhaft sei; nur Langzeitbeobachtungen könnten hier einen Anhaltspunkt geben. In den 1990er-Jahren wurden, gleichfalls im Gombe-Gebiet, erneut Hinweise auf Infantizid bei Schimpansen gefunden, allerdings zumeist durch Männchen fremder Gruppen. 2007 berichtete dann eine Forschergruppe auch aus dem ugandischen Budongo-Wald über drei vergleichbare Tötungen. Nachgewiesen werden konnte diesmal allerdings zweifelsfrei, dass es Jungtiere von Weibchen waren, die kurz zuvor ins Revier der Angreiferinnen eingewandert waren. In der Fachzeitschrift New Scientist wurden mehrere Forscher zitiert, denen zufolge die Tötung der fremden Jungtiere im Budongo-Wald als angepasstes Verhalten gedeutet werden könne, da es angesichts knapper Nahrungsressourcen die Überlebenschancen des eigenen Nachwuchses erhöhe.
2019 wurden 30 im Verlauf von 24 Jahren im Budongo-Wald dokumentierte, aggressive Handlungen gegen Jungtiere analysiert. Zwei Drittel der Opfer waren jünger als eine Woche, die Angreifer waren zumeist erwachsene Männchen. Die Beobachtungen und Analysen des Verhaltens in der Schimpansen-Gruppe ergaben, dass die Kindstötungen am wahrscheinlichsten als Folge von sexueller Selektion zu interpretieren sind: Die Mütter der getöteten Jungtiere wurden sehr viel früher als ohne Verlust des Babys wieder schwanger, und zwar von Vätern aus ihrer Gruppe.
Interessanterweise findet sich Infantizid nicht bei den engen Verwandten der Schimpansen, den Bonobos.
Bengalische Hanuman-Languren
Beobachtungen von Infantiziden bei Bengalischen Hanuman-Languren gehen in die 1960er-Jahre zurück. Wird das dominante Männchen einer Gruppe von Hanuman-Languren von einem Konkurrenten verdrängt, tötet das erfolgreiche Männchen alle nicht entwöhnten Jungtiere der Gruppe; trächtige Weibchen werden so lange gehetzt, bis es zu einer Fehlgeburt kommt. Verwandtschaftsanalysen bestätigten, dass die Männchen nur Junge fremder Männchen töten.
Löwen

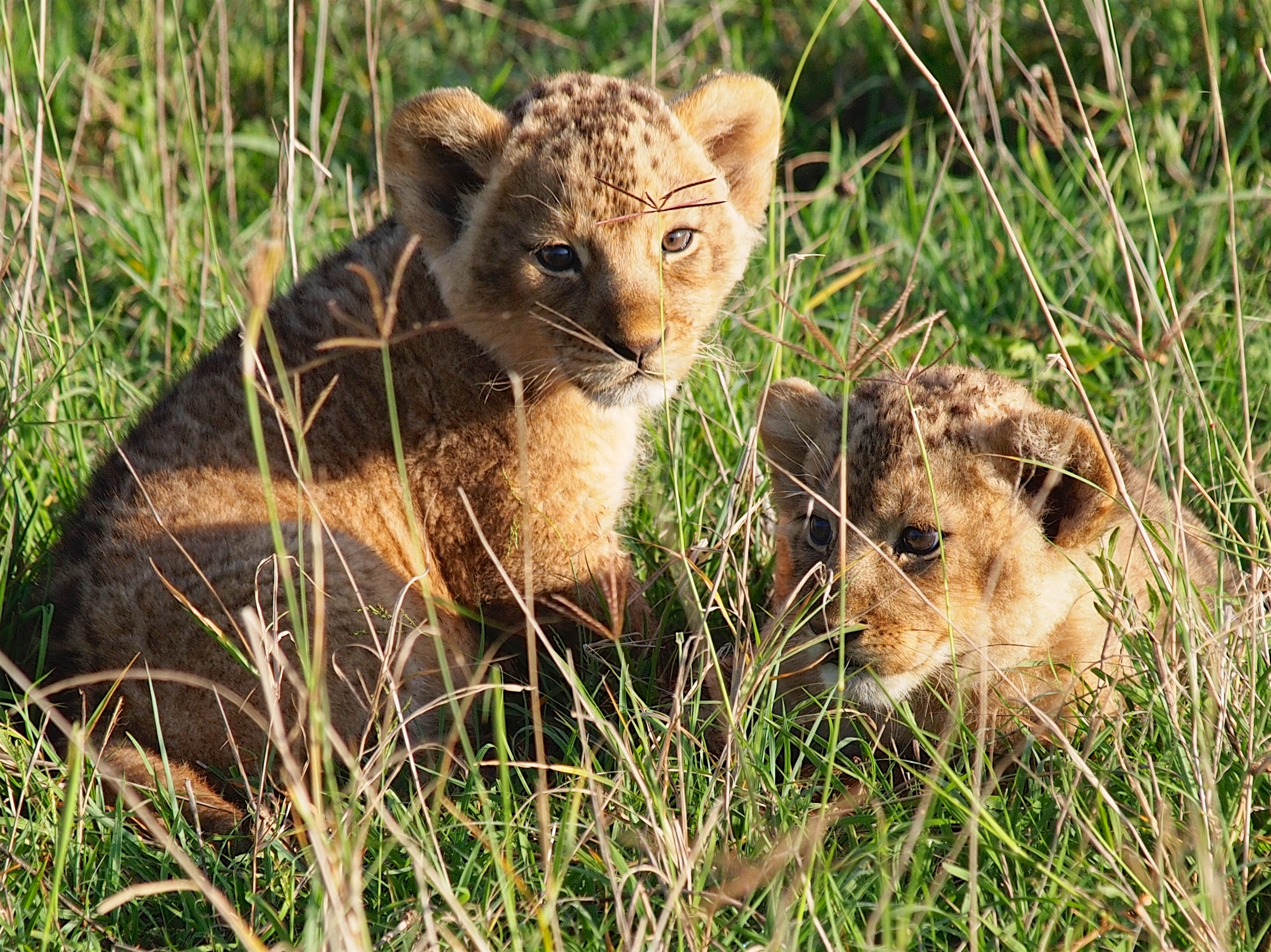
Für junge Löwen wird es gefährlich, wenn ein neues Alphatier das Rudel übernimmt

Aus Freilandbeobachtungen bei Löwen ist bekannt, dass ein neuer Rudelführer, der seinen Vorgänger verdrängt hat, häufig alle Jungtiere (also den Nachwuchs seines Vorgängers) tötet. Zugleich kann es dann aufgrund der Auseinandersetzungen im Rudel zu – mutmaßlich auf sozialen Stress zurückgehenden – Fehlgeburten kommen. Weibchen, die ihre Jungen verlieren, kommen rasch wieder in den Östrus, was zur Folge hat, dass der neue Rudelführer sich relativ rasch mit den Löwinnen seines neuen Rudels paaren und eigene Nachkommen zeugen kann.
Ratten
Bei Laborratten zeigte eine kanadische Studie auf, dass nahezu doppelt so viele Jungtiere zu Tode kamen, wenn deren Käfige zweimal pro Woche gereinigt wurden, als wenn sie nur alle zwei Wochen gereinigt wurden. Ursache sei vermutlich u. a. die wiederholte Zerstörung der Nester beim Reinigen. Die beiden Autorinnen der Studie wiesen ebenfalls ergänzend darauf hin, dass Jungtiere gelegentlich auch dann von ihren Müttern getötet werden, wenn keine vergleichbaren Stressoren nachweisbar sind.
Weitere Säugetiere, bei denen Infantizid nachgewiesen wurde
- Afrikanischer Wildhund[4]
- Jaguar[22]
- Leopard[23]
- Riesenotter[24]
- Schwertwal[25]
- Zebramanguste[26]

### Bei Vögeln
Auch in der Klasse der Vögel gibt es Beispiele von Infantizid sowie Ovizid, etwa bei Störchen, Wasseramseln und Staren.
Wenn Störche ihren eigenen Nachwuchs töten, so wenden sie sich in der Regel gegen ihr schwächstes Junges. Insbesondere wenn das Nahrungsangebot sehr knapp ist, greifen Vogeleltern, die besonders aufwändige Brutpflege betreiben, zu dieser extremen Maßnahme. Biologe Mario Ludwig erklärt dieses Verhalten damit, dass die Altvögel so die Überlebenschancen für die verbleibenden Jungen erhöhen. Dabei wird der Nachwuchs entweder aus dem Nest geschubst oder von den Eltern aufgefressen.
Bei dem zu den Afrikanischen Bartvögeln gehörenden Haubenbartvogel hat man bislang Infantizid in zwei Fällen beobachtet. Starb während der Fortpflanzungszeit einer der beiden Partner, verpaarte sich der überlebende Hauben-Bartvogel sehr schnell. Der neue Partner zerstörte entweder die Eier oder tötete die Nestlinge und begann dann mit einer eigenen Brut.
Durch Aufnahmen mit versteckten Kameras wurde deutlich, dass auch Seevögel, wie die im Sint Eustatius National Marine Park beheimateten Rotschnabel-Tropikvögel, Infantizid in Form von Ovizid betreiben, wobei die biologischen Hintergründe noch nicht abschließend geklärt sind.

### Bei Fischen
Unter den Aquarienfischen (vor allem unter den lebendgebärenden Arten wie Platy, Guppy oder Schwertträger) ist Infantizid durchaus üblich, so dass die Züchter die gebärenden Weibchen in ein separates Aquarium versetzen müssen. Nach der Geburt muss das Weibchen von seinen Neugeborenen sofort getrennt werden. Selbiges gilt auch für Stichlinge. Allerdings pflegt bei dieser Art das Männchen die Brut.

## Zum Entstehen des Verhaltens in der Stammesgeschichte
Von Soziobiologen werden insbesondere drei Formen von Infantizid unterschieden.
1. Häufig tötet ein männliches Tier ein oder mehrere Jungtiere, die nicht von ihm gezeugt wurden, um sich mit dem Muttertier schneller paaren zu können. Löwenmütter z. B. versuchen zwar ihre Jungen zu verteidigen und zu »retten«, sind aber bei Vergeblichkeit rasch bereit, sich mit dem Männchen zu paaren, das ihre Kinder getötet hat. Dieses Verhalten steht im Einklang mit dem Prinzip der Darwin-Fitness: Der adaptive Wert eines Merkmals bemisst sich an der erfolgreichen Fortpflanzung. Deshalb ist der Infantizid eine evolutionär stabile Strategie, solange sie nicht durch veränderte Selektionsbedingungen (Zusammenschluss der Weibchen zur Verteidigung des Nachwuchses) zum Nachteil (wegen des erhöhten Risikos) wird. Da der Nachwuchs bei Säugetieren sehr lange von der Mutter abhängig ist, kommt Infantizid hier bei vielen Arten vor: Ein Männchen kann seinen Fortpflanzungserfolg durch Infantizid erheblich steigern. Seit Sarah Blaffer Hrdys Artikel von 1974 über Infantizid bei Bengalischen Hanuman-Languren in Rajasthan wird diesbezüglich von der sexual selection hypothesis gesprochen, da es sich Hrdy zufolge um eine spezielle Form der (intra-)sexuellen Selektion im Sinne von Charles Darwin handelt. Diese Deutung betrachtet die ultimaten Ursachen von Verhalten (die aus der Stammesgeschichte ableitbaren Ursachen), nicht die bislang kaum erforschten, unmittelbaren äußeren Auslöser und inneren physiologischen Ursachen.
Promiskes Sexualverhalten, also der häufige Wechsel der Geschlechtspartner, wie er bei Schimpansen üblich ist, schützt offenkundig vor dieser Art des Infantizids. Jedenfalls gilt die Aussage von Sarah Blaffer Hrdy nicht nur für ihre neunjährige Beobachtung von Hanuman-Languren: „Jungtiere wurden nur von fremden erwachsenen Männchen angegriffen, niemals aber von Männchen, die selbst Väter dieser Kinder sein konnten.“
Nach Einschätzung der Evolutionsbiologen und Ethologen Carel van Schaik und Robin Dunbar könnte sich als Schutz vor Infantizid in einigen Fällen auch Monogamie herausgebildet haben, bei der das Männchen nicht mit fremd gezeugten Kindern seiner Sexualpartnerin konfrontiert wird. Auch für die monogame Tendenz des Menschen ist diese Deutung angenommen worden. Dabei kommen bei vielen früher als strikt monogam angenommenen Tierarten durchaus Seitensprünge vor, so etwa beim Weißhandgibbon. Da es hier jedoch eine vorrangige Paarbeziehung gibt, kann das Männchen nicht sicher wissen, dass es nicht der Vater ist; so sind die Kinder vor Infantizid geschützt.
2. Wenn das Überleben des gesamten Nachwuchses aufgrund akuten Nahrungsmangels gefährdet ist, kann es evolutionär vorteilhaft sein, die schwächsten Nachkommen zu opfern, um wenigstens die stärksten am Leben zu erhalten. Die Fachzeitschrift The American Naturalist publizierte 2007 die Ergebnisse eines Computermodells, anhand dessen analysiert worden war, unter welchen Umweltbedingungen sich Infantizid und Jungenfürsorge entwickeln können. Die Forscher modellierten zunächst eine eierlegende Art, deren Junge nach dem Schlüpfen heranwuchsen, ohne dass sie von Erwachsenen versorgt oder getötet wurden. Später führten sie „Mutanten“ in die virtuelle Population ein, die entweder von den Eltern betreut oder getötet wurden oder die beiden Einflussgrößen ausgesetzt waren. Das Ergebnis der Modellrechnungen ergab, dass sich bei Futterknappheit entweder das eine oder das andere Verhalten in der Population ausbreitete. Wenn Futter jedoch im Überfluss vorhanden war, breiteten sich zugleich beide Verhaltensweisen aus. Den Forschern zufolge konnten unterschiedliche Ursachen nachgewiesen werden: So überlebte bei Nahrungsknappheit manchmal zumindest ein Teil der Nachkommen, wenn einzelne Eier oder Jungtiere aufgefressen wurden, während andernfalls sämtliche Nachkommen aufgrund unzureichender Versorgung gestorben wären. Bei anderen Simulationen erwies es sich letztlich als vorteilhaft für die Vermehrungsrate, wenn einzelne schwache oder kranke Jungtiere getötet wurden.
Diese Modellbildung stützt somit die soziobiologische Grundannahme, dass die größtmögliche Zahl eigener Nachkommen evolutionsbiologisch relevant ist, nicht aber das Überleben jedes einzelnen Nachkommen.
3. Eine weitere Form des Infantizids liegt vor, wenn Individuen fremden Nachwuchs töten, nicht um einen unmittelbaren Fortpflanzungserfolg zu ermöglichen, sondern um allgemein Nahrungs- und Fortpflanzungkonkurrenten auszuschalten. Dies dürfte eine sinnvolle Deutung sowohl des oben geschilderten Verhaltens der Schimpansen Passion und Pom als auch des Verhaltens von Schimpansen sein, die an der Reviergrenze patrouillieren und, wenn sich die Gelegenheit bietet, fremde Kinder (wie auch Erwachsene) töten.

## Ökologische und verhaltensbiologische Auslöser
Infantizid kann unterschiedliche Auslöser haben und kann in Folge von Rangordnungskämpfen, Revierkämpfen, Übervölkerung oder Nahrungsknappheit auftreten.
- Junge führende oder säugende Weibchen sind häufig nicht paarungsbereit; ein im Rangordnungs- oder Revierkampf siegreiches Männchen erhöht seinen Fortpflanzungserfolg, wenn es die Nachkommen des besiegten Rivalen ausschaltet.
- Übervölkerung kann zu häufigeren aggressiven Auseinandersetzungen mit Artgenossen führen, was zu einer generellen Steigerung der Angriffsbereitschaft führen kann. Jungtiere können sich gegen Attacken weniger gut wehren und sind somit eher Opfer als ausgewachsene Individuen. Der Infantizid kann auch unbeabsichtigtes Nebenresultat von Rivalenkämpfen oder erneuter Paarung sein (z. B. erdrückte Jungtiere bei Seeelefanten).
- Besonders von Laien wird Infantizid bei Haustieren gelegentlich mit einer Entwicklungsstörung der Jungen oder mit einer unerkannten Krankheit begründet. Verhaltensstudien an Hausmäusen und Ratten konnten jedoch nur ausnahmsweise einen solchen Zusammenhang feststellen. Gerade bei Nagetieren kommt es immer wieder vor, dass wohlgenährte und mobile Nestlinge getötet werden, während deutlich schwächere Individuen überleben.
- Verknappung von Nahrung oder anderen Ressourcen kann zur Tötung eines Teils oder der gesamten Nachkommenschaft führen. Auch wenn der Zusammenhang naheliegend ist, sind die genauen ursächlichen Zusammenhänge in der Regel unklar, da Tieren im Allgemeinen kein längerfristig vorausschauendes Handeln unterstellt werden kann.
- Häufig angeführt wird ferner immer wieder und ganz allgemein „sozialer Stress“ als Auslöser für Infantizid. Dieser Auslösemechanismus ist jedoch schwer zu beweisen, da vom Beobachter nicht immer spezifische, äußere Reize (so genannte Stressoren) benannt werden können. Nachzuweisen ist allerdings beispielsweise die Tötung von Jungtieren oder deren Preisgabe (auch die Aufgabe des Nests oder jeder weiteren Fütterung bedeutet deren sicheren Tod) bei einigen Wildtierarten durch die Mütter nach wiederholter Störung.